# James Humphreys
James William Humphreys (ur. 8 października 1927) – australijski lekkoatleta, sprinter i średniodystansowiec, medalista igrzysk Imperium Brytyjskiego w 1950.
Zdobył złoty medal w sztafecie 4 × 440 jardów, która biegła w składzie: Edwin Carr, George Gedge,  Humphreys i Ross Price, na igrzyskach Imperium Brytyjskiego w 1950 w Auckland. Na tych samych igrzyskach Humphreys odpadł w półfinale biegu na 440 jardów i w eliminacjach biegu na 880 jardów.
Był brązowym medalistą mistrzostw Australii w biegach na 440 jardów i na 880 jardów w 1949/1950.
Był rekordzistą Australii w sztafecie 4 × 440 jardów z czasem 3:17,8, osiągniętym podczas igrzysk Imperium Brytyjskiego w Auckland 11 lutego 1950.